# Vukašinovac
Vukašinovac (em cirílico: Вукашиновац) é uma vila da Sérvia localizada no município de Aleksinac, pertencente ao distrito de Nišava, na região de Ponišavlje. A sua população era de 426 habitantes segundo o censo de 2011.

## Demografia
| 1948 | 1953 | 1961 | 1971 | 1981 | 1991 | 2002 | 2011 |
| ---- | ---- | ---- | ---- | ---- | ---- | ---- | ---- |
| 831  | 851  | 849  | 738  | 641  | 593  | 512  | 426  |